# Tajemství Selenitů
Tajemství Selenitů (francouzsky Le Secret des Sélénites) je francouzský animovaný film z roku 1984, režírovaný Jeanem Imagem. Film byl na ČT roku 1991 odvysílán po krátkých, ani ne desetiminutových částech jako seriál v rámci pořadu Magion a o pár měsíců později na STV běžel rovněž rozdělen na části jako Večerníček.

## Děj
Astrolog Sirius v roce 1787 přesvědčí svého bratrance barona Prášila, aby se s ním vydal na Měsíc. Na Měsíci přistanou v kráteru, při jehož zkoumání se propadnou do podzemí, kde jsou chyceni a mají sloužit jako potrava. Jsou ale zachráněni a jejich zachránce je dovede do království Selenitů. Selenity ale napadnou malí zelení nepřátelé, kteří touží získat tajemství nesmrtelnosti Selenitů. V boji proti zeleným nepřátelům Selenitům Sirius a Prášil pomohou, čímž splní dávnou věštbu a jsou odměněni talismanem, který zajišťuje nesmrtelnost.
V roce 1987 Sirius a Prášil žijí v éře mrakodrapů a létajících strojů a vzpomínají na své dobrodružství před 200 lety.